# البصيلية الوسطى
قرية البصيلية الوسطى هي إحدى القرى التابعة لمركز إدفو في محافظة أسوان في جمهورية مصر العربية.